# جون ماير
جون كلايتون ماير (تلفظ /ˈmeɪ.ər/ [التركية]) (ولد في 16 أكتوبر 1977) هو مغن مؤلف وموسيقي وملحن أمريكي، درس في كلية بريكلي للموسيقي (Berklee College of Music) وانتقل إلى جورجيا في أتلانتا في عام 1997. وهناك وجد الفرصة لتطوير مهاراته فضلا عن اكتسابه معجبين. نال أول استديو ألبومان له Room for Squares وHeavier Thing نجاحا كبيرا وحقق مكانة البلاتين المتعدد. وفي عام 2003 حصل على جائزة غرامي لأفضل أداء صوتي للبوب الرجالي عن أغنية "Your Body Is a Wonderland".
بدأ ماير حياته المهنية غالبا بأداء الروك الصوتي بصورة رئيسية. أما في عام 2005 بدأ في العمل بنوع البلوز وأسس ثلاثي جون ماير (John Mayer Trio) بالتعاون مع فنانين معروفين مثل بي بي الكينج (B. B. King) وبودي جي (Buddy Guy) ووإريك كلابتون (Eric Clapton). يمكن أن يُرى تأثيرالبلوز في ألبوم Continuum الذي أصدره في سبتمبر 2006. وفي الذكرى التاسعة والأربعين لجوائز غرامي حصل ماير على جوائز أفضل بوب صوتي عن هذا الألبوم، وأفضل أداء صوتي للبوب الرجالي عن أغنية "Waiting on the World to Change". أصدر استديو ألبوم الرابع له Battle Studies في نوفمبر 2009.
إن متابعة الكوميديا وتصميم الجرافيك والكتابة تعد جزءا من حياة ماير المهنية. كتب مقالات لبعض المجلات على رأسها مجلة Esquire. وبالإضافة إلى ذلك شارك في الأنشطة الخيرية وانضم إلى الأنشطة الرامية لمكافحة ظاهرة الاحتباس الحراري. احتل مكانة في كثير من الأحيان في الإعلام والصحافة الشعبية عن طريق العلاقات التي أقامها مع شخصيات معروفة.

## السنوات الأولى
ولد جون ماير في بريدجبورت بولاية كونيتيكت ابنا لمعلمة اللغة الإنجليزية مارغرت" Margaret" وريتشارد ماير "Richard Mayer" الذي كان يعمل كمديرا في المدرسة الثانوية. وقد نشئ ماير بالقرب من فيرفيلد ويعد ماير الثاني من بين ثلاتة أطفال. وهناك أصبح صديقا لجيمس بليك (James Blake)أحد لاعبي التنس في المستقبل. في عامه الأول التحق ماير بمركز للدراسات العالمية بمدرسة برين ماكماهون الثانوية في نورالك والذي عرف فيما بعد بمركز الدراسات اليابانية في الخارج حيث نظمت المدرسة برنامج "magnet program" من أجل الراغبين بتعلم اليابانية وبعد ذلك تدرب في مدرسة فيرفيلد الثانوية القديمة. وبعد أن شاهد عرض الجيتار «العودة للمستقبل» الذي قدمه مايكل جي فوكس (Michael J. Fox) والذي مثل فيه دور مارتي مكفلي (MartyMcFly) فتن ماير بهذة الآلة الموسيقية. وبعد ذلك وعندما بلغ ماير سن الثالثة عشرة استأجر له والده جيتارا.
وبعد فترة أصبح ماير صاحب الإيتار.وبعد أن أعطاه أحد جيرانة شريطا لستيفي راي فون (Stevie Ray Vaughan) بدأ ماير حب موسيقى البلوز بشكل كبير. وعلى الرغم من مخاوف والديه الكبيرة بدأ العزف على الجيتار بشغف كبير. وبعد عامين من العمل وبينما كان لايزال في الثانوية بدأ ارتياد المسارح في حانات البلوز بالمنطقة والأماكن الأخرى. وبجانب عزفه منفردا فقد شارك Tim Procaccini وJoe Beleznay وRich Wolf مع Villanova Junction في أداء أغنية "Jimi Hendrix".
وفي سن السابعة عشرة أصيب بخلل في ضربات القلب وقضى عطلة نهاية الأسبوع في المشفى. وعندما روى ماير هذا الحدث قال "في هذة اللحظة ألهمت بكتابة أغنية وأضاف أنه عندما عاد إلى المنزل في المساء كتب كلمات الأغنية الأولى. وبعد ذلك بفترة قصيرة أدت نوبات الصرع إلى خوفه من الشلل. وتسسب ذلك في تناوله لعقار مضاد للقلق يدعى Xanax'ı والذي يعد معجزة في يومنا هذا. وبعد تخرجه قام بالعمل في محطة بنزين لمدة خمسة عشر شهرا من أجل جمع المال الكافي للحصول على أول جيتار جيد والذي يسمى Stratocaster والموقع من قبل Stevie Ray Vaughan عام 1996.

## حياته المهنية

### السنوات الأولى من حياته المهنية
التحق جون ماير بكلية بريكلي للموسيقى في بوسطن بـ ماساتشوستس في سن التاسعة عشر. وبعد فصلين دراسيين قرر أن يختصر أعماله وذلك بعد إلحاح من صديقه بالمدرسة كلاي كوك (Clay Cook) الذي ينتمي إلى أتلانتا ثم انتقل معه إلى جورجيا. كونا فرقة ثنائية تحت اسم LoFi Masters وبدءا حياتهما المهنية. اتخذا خشبة المسرح في المقاهي المحلية وفي الأندية مثل نادي Eddie's Attic لتقديم عروضهما. ومن ناحية أخرى، أضاف كوك أنهما بعد ذلك شرعا في تجربة الاختلافات الموسيقية بسبب رغبة ماير في التحرك نحو موسيقى البوب. ونتيجة لذلك افترق الثنائي وبدء ماير في حياته المهنية منفردا.
وبمساعدة المنتج المحلي والمهندس جيلين ماتوللو Glenn Matullo سجل مايرالألبوم المستقل Inside Wants Out. شارك كوك أيضا ماير في كتابة العديد من الأغاني في ألبوم EP. ومن أبرز هذه الأغاني لماير أول إصدار تجاري وحيد وهو أغنية "No Such Thing". وفي ألبومEP الذي يتكون من ثمان أغاني قدمهم ماير بصوته وبصحبة الجيتار؛ هناك استثناء واحد وهو مساهمة كوك كمغني مساند في أغنية "Comfortable". وفي المسار الافتتاحي لأغنية "Back To You" قامت فرقة من بينها David "DeLa" LaBruyere المنتج المشارك في ألبوم EP بالعزف على الباس جيتار. ثم بعد ذلك خرج ماير وLaBruyere في جولة شملت جميع أنحاء جورجيا والدول المجاورة.

### النجاحات التجارية الهامة
بدأ ماير في تكوين شعبية، وبظهوره في الاحتفال السنوي في South by Southwest في مارس عام 2000 لفت انتباهه إلى (Aware Records). بدأ ماير العمل مع هذه الشركة. وبعدما اشترك ماير في الحفلات الموسيقية لمهرجان Aware ومشاركة أغانيه في تصنيفات مهرجان Aware ؛ في أوائل عام 2001 أصدرت Aware أول ألبوم له Room for Squares على شبكة الإنترنت. في ذلك الوقت وقعت Aware اتفاقية مع Columbia . هذه الاتفاقية جعلت Columbia تحظى بالاختيار الأول في العقود التي سيوقها فناني Aware مع شركات التسجيل. ومن ثم في شهر سبتمبر من العام نفسه قامت Columbia بإعادة توزيع وإصدار ألبوم Room for Squares. تم تحديث العمل الفني للألبوم وإضافة المسار "3x5" كجزء من الإعلان الكبير عن صدور الألبوم. شملت أيضا إعادة الإصدار إصدارات استديو معدلة للأغاني الأولى الأربعة من الألبوم المستقل لماير Inside Wants Out.
في نهاية عام 2002، قد حظي ألبوم Room for Squares بما في ذلك أغنية "No Such Thing" و"Your Body Is a Wonderland" وأخيرا أغنية " Why Georgia" بعدد استماع كبير في الراديو. وفي عام 2003 فاز ماير بجائزة غرامي لأفضل أداء صوتي للبوب الرجالي عن أغنية "Your Body Is a Wonderland". وفي كلمته أثناء قبول الجائزة أشار قائلا «هذه جائزة سريعة جدا جدا وأَعِدكم أنني سوف ألحق بها».
في عام 2003، أصدر ماير أقراص DVD وCD لحفلا بعنوان Any Given Thursday والذي قدمه في برمنغهام، ألاباما Birmingham, Alabama. تضمن الحفل أغاني لم تكن مسجلة من قبل مثل "Man on the Side" والتي ألفها بالاشتراك مع كوك و"Something's Missing". تضمن الحفل أيضا أغنية "Covered In Rain". ووفقا للمرفق الوثائقي ل DVD فإن هذه الأغنية " Covered In Rain" تعد الجزء الثاني من أغنية "City Love". ومن الناحية التجارية فقد حصل الألبوم في وقت قصير على سبعة عشر نقطة في قائمة Billboard 200. وقد كانت نسختي CD/DVD متوافقتان مع بعضهما البعض ولكن استُقبِلتا بإطراء متوسط حيث تناول النقاد الفصل بين صورته pop-idol ومهارته في العزف على الجيتار الناشئة في تلك الفترة. سأل إيريك كروفورد Erik Crawford من Allmusic Allmusic -الدليل الموسيقي على الإنترنت - : «هل هو ضرب مثلا لبطل الجيتار البارع عندما يعزف مقطوعة من أغنية Lenny للمغني ستفي راي فوغون Stevie Ray Vaughan، أم هو معبود المراهقين حتى أن الفتايات المراهقات صرخن بعدما عزف أغنية Your Body Is a Wonderland ؟».
صدر الألبوم الثاني لماير Heavier Things في الأسواق عام 2003 وحقق ردود أفعال إيجابية. كما أن Rolling Stone وAllmusic وBlender أعطوا رد فعل إيجابي وإن كان قليلا نسبيا. كما أوضحت PopMatters -مجلة دولية على الإنترنت للنقد الثقافي- لا يوجد هناك عيوب كثيرة يمكن التنبؤ بها لهذا الألبوم. حقق الألبوم نجاحا تجاريا، وعلى الرغم من أنه لم يحقق مبيعات جيدة مثل ألبوم Room for Squares ؛ إلا أنه حقق المركز الأول في قائمة Billboard 200 للولايات المتحدة.. حصل ماير للمرة الأولى على المركز الأول منفردا عن أغنية "Daughters". فازت نفس الأغنية بجائزة غرامي 2005 "لأغنية العام" على " أليشيا كيز (Alicia Keys) وكاني ويست (Kanye West) المنافسين على الجائزة. وأهدى الجائزة لجدته "آني هوفمان" Annie Hoffman التي توفت في مايو 2004. بالإضافة إلى ذلك حصل ماير على جائزة أفضل أداء صوتي للبوب الرجالي متفوقا على إلفيس كوستيلو (Elvis Costello) وبرينس (Prince Prince) وسيل (Seal Seal). وفي التاسع من فبراير عام 2009، قال ماير أنه كان لا ينبغي أن يفوز بجائزة غرامي "لأغنية العام" وذلك في اللقاء التليفزيوني لبرنامج Ellen DeGeneres Show لأنه يعتقد أن أغنية "If I Ain't Got You" للمغنية "أليشيا كيز" كانت أفضل أغنية. ونتيجة لذلك قسم جائزة غرامي إلى جزئين وأعطى الجزء العلوي لـ "كيز" واحتفظ بالجزء السفلي لنفسه. وفي الحفل السنوي السابع والعشرين لـ Songwriters Hall of Fame تم تكريم ماير ومُنِح جائزة Hal David Starlight.
سجل ماير حفلات على الهواء مباشرة خلال سبع ليال من جولته في الولايات المتحدة في عام 2004 . هذه التسجيلات من المتجر الموسيقي آي تيونز(iTunes)وقدمها تحت عنوان as/is موضحا أن الأخطاء تكون جنبا إلي جنب مع اللحظات الجيدة. وبعد بضعة أشهر تم تجميع CD «الأفضل» من ليالِ ألبوم as/is. الألبوم أيضا يتضمن غلافا لم يتم إصداره مسبقا لأغنية "Inner City Blues (Make Me Wanna Holler)" للمغني مارفين جاي (Marvin Gaye). وفي الأغنية يوجد عزفا منفردا لماير وهو يدعم الفنان DJ Logic. وكل أغلفة ألبوم as/is' هي عبارة عن رسومات لأرانب تشبه الإنسان.

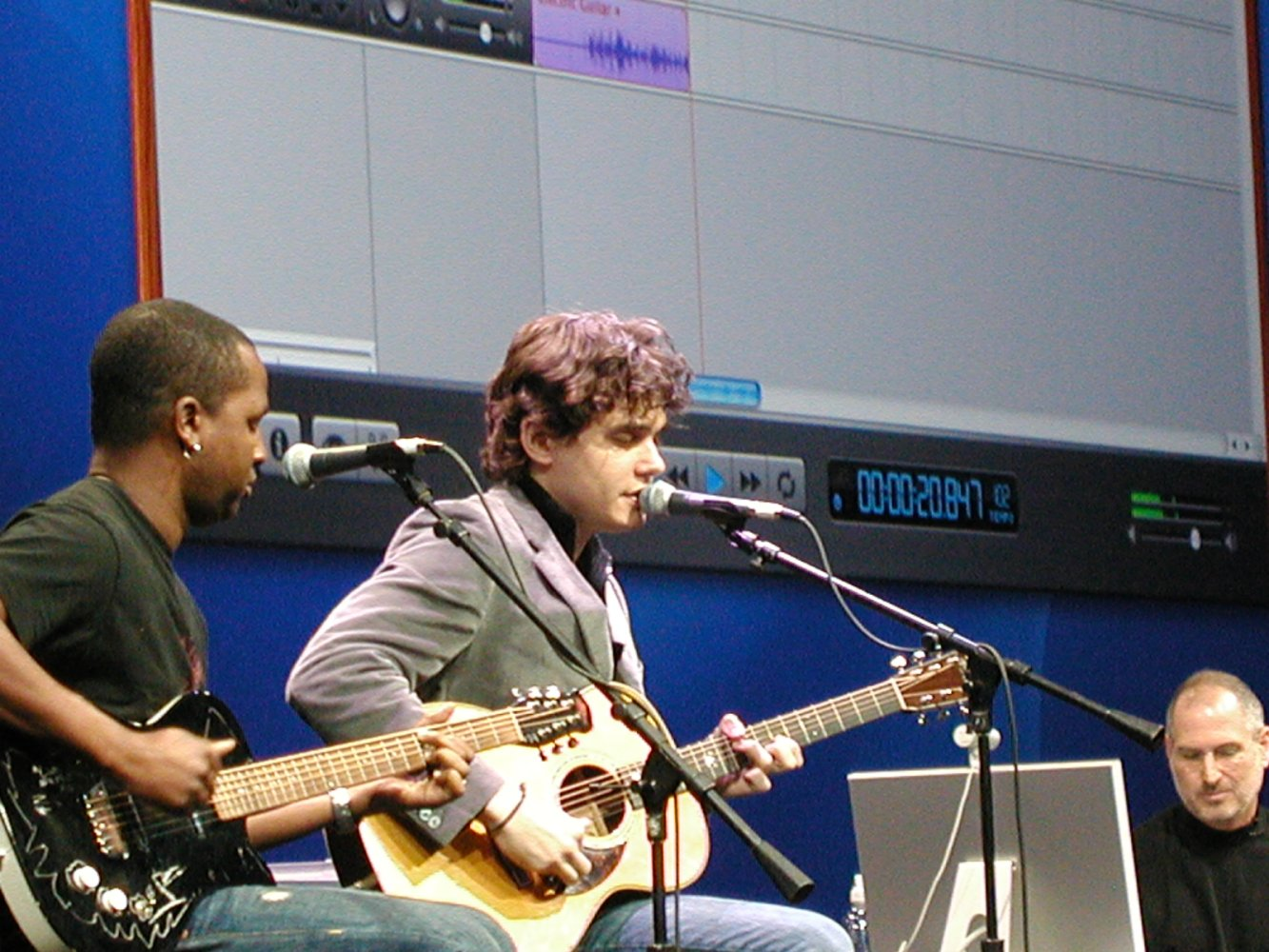
من اليسار إلى اليمين: David Ryan Harris وJohn Mayer وستيف جوبز في
Macworld 11 SF Moscone Center يناير 2005

ومع خروجه للأضواء والشهرة، نالت قدرات ماير في المجالات الأخرى إقبالا كبيرا. قام ستيف جوبز (Steve Jobs) بدعوة ماير للأداء خلال المؤتمر الافتتاحي السنوي (Macworld Conference & Expo) لشركة آبل (Apple) في يناير 2004 والذي عرض فيه Steve Jobs تطبيق البرمجيات الموسيقي "GarageBand". وبهذا الأداء أصبح ماير رمزا أساسيا لهذا الحدث. وعقب الإعلان عن الآي فون (iPhone) انضم إلى Jobs مرة أخرى وقام بالأداء منفردا في Macworld عام 2007. قام ماير أيضا بعمل الإعلانات التجارية لـ Volkswagen وBlackBerry Curve.

### التغير في الاتجاه الموسيقي
بدأ ماير التعاون على نطاق واسع مع فنانين في أنواع تختلف عن النوع الذي يقدمه. ظهر في أغنية "Go!" لـ كومين Common وأغنية "Bittersweet Poetry" لـ كاني ويست (Kanye West). وبعد هذا التعاون تلقى ماير الثناء من جاي زي (Jay-Z) ونيللي (Nelly) واللذان لهما مكانة كبيرة في فن الراب. وعندما سُئِل عن ظهوره في عالم الهيب هوب رد ماير قائلا: «إنه في الوقت الحالي لا يتعلق بالموسيقى. ولهذا من وجهة نظري، فإنه سوف تُستخدم موسيقى الروك في الهيب هوب ذات مرة».
بدأ ماير في هذه الفترة يلمح عن تغير في اتجاهاته الموسيقية. وفي عام 2005 بدأ ماير إقامة تعاون مع العديد من فناني موسيقى البلوز من بينهم إريك كلابتون (Eric Clapton) وبيبي الكينج (B.B. King) وبودي جاي (Buddy Guy) وكذلك مع فنان موسيقى الجاز جون سكوفيلد (John Scofield). كما أنه خرج في جولة مع عازف البيانو الأسطوري لموسيقى الجاز هيربي هانكوك (Herbie Hancock)، هذه الجولة تضمنت عرضا في المهرجان الموسيقي بونروو (Bonnaroo) في مانشستر في ولاية تينيسي. هذا التعاون أدى إلى التسجيل مع العديد من الفنانين مثل (Back Home وCrossroads Guitar Festival) مع كلابتون و (Bring 'Em In) مع جاي و (That's What I Say) مع سكوفيلد و (80) مع الكينج. بالإضافة إلى أن ماير قد حافظ على سمعته لكونه مغني حساس وكاتب أغاني، فإنه اكتسب أيضا تميزا باعتباره عازفا بارعا للجيتار متأثرا بالفنانين الذين ذكر أسماءهم بالأعلى وكذلك جيمي هندريكس (Jimi Hendrix) وستيفي راي فون (Stevie Ray Vaughan) وروبرت كراي (Robert Cray) وفريدي الكينج (Freddie King).

### ثلاثي جون ماير
المقال الرئيسي: John Mayer Trio [التركية]
في ربيع عام 2005 كون ماير ثلاثي جون ماير بالاشتراك مع العازف بينو بالادينو (Pino Palladino) ولاعب الدرامز ستيف جوردن (Steve Jordan) وكلاهما قد التقى خلال دورات الاستوديو السابقة. عزف الثلاثي مزيجا من موسيقى البلوز وموسيقى الروك. وفي أكتوبر عام 2005 تساوى مع فريق "The Rolling Stones" في تحقيق مبيعات جميع تذاكرهم خلال ثلاث ليال من جولة الفريق. وفي نوفمبر أيضا أصدر الثلاثي ألبوما على الهواء مباشرة هذا الألبوم يسمى Try!. وفي منتصف عام 2006 أخذ الفريق استراحة عن العمل. وفي سبتمبر من العام نفسه أعلن ماير تخطيط الثلاثي لبدء العمل في استديو ألبوم جديد.

### كونتينيوم (Continuum)

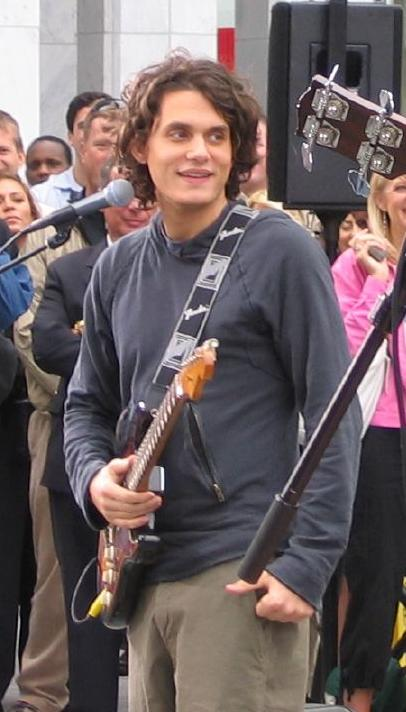
أداء جون ماير في The Early Show عام 2006

صدر الألبوم الثالث لماير بعنوان Continuum (كونتينيوم) في الثاني عشر من سبتمبر عام 2006، والذي أنتجه جون ماير وستيف جوردن. أوضح أن الهدف من ألبوم ماير هو الجمع بين إحساس موسيقى البلوز بتوقيعه لموسيقى البوب وكذلك صوته وتقاليده وإحساسه. على هذا النحو يوجد أغنيتان من ألبوم الثلاثي " Try!" هما " Vultures" والأخرى هي أغنية " Gravity"معتمدة على موسيقى البلوز وهم أيضا موجودتان في ألبوم كونتينيوم. ذكر ماير أن أغنية " Gravity" هي أهم الأغاني التي كُتِبت.
أول أغنية مفردة صدرت من ألبوم كونتينيوم هي "Waiting on the World to Change" والتي تم بثها على. The Ron and Fez Show وكانت هي الأغنية الأكثر تحميلا في أسبوع المتجر الموسيقي آي تيونز iTunes وذلك عقب صدورها في الحادي عشر من يوليو عام 2006 وحققت للمرة الأولى ترتيبا في 25 رقم على قائمة Billboard Hot 100. وفي الثالث والعشرين من أغسطس عام 2006 عزف ماير الألبوم بالكامل معلقا على كل مسار وذلك في محطة إذاعة لوس أنجلوس ستار بتردد.98.7  وتم عرض نسخة لاحقة في اليوم التالي على موقع Clear Channel Music. وفي العشرين من سبتمبر عام 2006 ظهر ماير في المسلسل الدرامي «التحقيق في موقع الجريمة» Kanıt Peşinde، وعزف أغنية "Waiting on the World to Change" و"Slow Dancing in a Burning Room". وقد ظهرت أغنية "Gravity" في المسلسل التلفزيوني"House" في حلقة "Cane & Able" وNumb3rs. وفي الثاني والعشرين من أكتوبرعام 2006 سجل لقاء للبرنامج البريطاني Live From Abbey Road في Abbey Road Studios.
وفي السابع من سبتمبر عام 2006 رُشِحَ ماير لجوائز غرامي الخمس لعام 2007 بما في ذلك جائزة «ألبوم العام». حصل أيضا ألبوم Try! للثلاثي جون ماير على ترشيحا. فاز بجائزة أفضل أغنية للبوب الصوتي عن أغنية "Waiting on the World to Change"، وجائزة أفضل ألبوم بوب عن ألبوم Continuum. قام ماير بعمل إعادة توزيع «ريميكس» لأغنية "Waiting on the World to Change" مع الإضافات الصوتية للموسيقي Ben Harper (بن هاربر). وفي أثناء الاستعداد لتسجيل ألوم كونتينيوم، قام ماير بحجز استديو التسجيل The Village في لوس أنجلوس لتسجيل خمس إصدارات صوتية تجريبية من أغانيه مع الموسيقار المخضرم Robbie McIntosh (روبي ماكينتوش). سميت هذه التسجيلات باسم The Village Sessions والتي صدر منها ألبوم EP في الثاني عشر من ديسمبر عام 2006. وكالعادة أشرف ماير على العمل الفني لإصدار الألبوم.
ظهر ماير على غلاف مجلة رولينج ستون (#1020) في فبراير عام 2007 جنبا إلى جنب مع John Frusciante (جون فرشانتي) وDerek Trucks (ديريك تراكس). أطلق عليه واحدا من «آلهة الجيتار الجديد» وأُطلق الاسم الحركي له على الغلاف "Slowhand, Jr." إشارة إلى إريك كلابتون. بالإضافة إلى ذلك فقد تم اختياره من قبل محرري مجلة تايم كواحدا من المائة شخصية الأكثر تأثيرا في عام 2007.
وفي العشرين من نوفمبر عام 2007 أُعيد إصدار ألبوم كونتينيوم في الأسواق وعلى الإنترنت. هذا الإصدار يحتوي على قرص من ست أغاني على الهواء مباشرة من جولته عام 2007، من بينهم خمس أغاني مت ألبوم كونتينيوم، وأغنية "I Don't Need No Doctor" للمغني Ray Charles (راي تشارلز). كما أن أغنيته الجديدة المفردة "Say" أصبحت متاحة أيضا من خلال المتجر الموسيقي أي تيونز. وفي السادس من ديسمبر عام 2007 تم ترشيح "Belief" لجائزة أفضل أداء صوتي للبوك الرجالي في الذكرى الخمسين لجوائز غرامي. رافق أليشيا كيز بالعزف على الجيتار في أغنية ا "No One" في حفل الافتتاح.
في فبراير عام 2008 استضاف ماير حدث رحلة سياحية للبحر الكاريبي لمدة ثلاث أيام شملت عروضا مع مختلف الموسيقيين من بينهم David Ryan Harris (ديفيد رايان هاريس) وBrett Dennen (بريت دينين) وColbie Caillat (كولبي كايالت) وDave Barnes (وديف بارنز) وغيرهم. سُمِي هذا الحدث "The Mayercraft Carrier" وعقد على متن السفينة السياحية المعروفة باسم Carnival Victory. أَتبع ذلك برحلة سياحية بعنوان "Mayercraft Carrier 2" أبحرت من لوس أنجلوس من 27 إلى 31 مارس عام 2009 على متن سفينة Carnival Splendor.
في الأول من يوليو عام 2008 أصدر ماير " Where the Light Is" وهو فيلم موسيقي على الهواء مباشرة من أداء ماير في مسرح نوكيا لايف L.A وذلك في الثامن من ديسمبر عام 2007. هذا الفيلم من إخراج Danny Clinch (داني كلينش). يضم مجموعة صوتية ومجموعة من فريق ثلاثي جون ماير تليها مجموعة مع فرقة جون من ألبوم كونتينيوم.

### باتل ستاديز (Battle Studies)
في السابع عشر من نوفمبر عام 2009 صدر استديو ألبوم الرابع لماير Battle Studies، وجاء الألبوم على قمة قائمة Billboard 200. يتكون الألبوم من 11 مسار ومدته كاملة 45 دقيقة. صدرت"Who Says" أول أغنية منفردة من الألبوم قبل صدوره وذلك في الرابع والعشرين من سبتمبر عام 2009. وتبعها صدور الأغنية المنفردة الثانية "Heartbreak Warfare" في التاسع عشر من أكتوبر. وعلى الرغم من النجاح التجاري للألبوم إلا أنه تلقى من النقاد انتقادات إيجابية وسلبية على حد سواء. كان البعض متحمسس للألبوم، ووصفوه بألبوم الفنان «الأشجع». والبعض وصفه بأنه الألبوم «الأمين». اعترف ماير أيضا خلال مقابلة لمجلة رولينج ستون بأن ألبوم (Battle Studies) لم يكن هو الألبوم الأفضل له.

## مشاريع أخرى

### الأنشطة الخيرية
في عام 2002 افتتح ماير منظمة "Back To You" وهي منظمة غير ربحية تهدف إلى جمع الاموال من أجل مجالات التعليم والرعاية الطبية والفنون وتنمية المواهب. وتقوم الجمعية بعرض المقتنيات الخاصة لماير مثل ريشة الجيتار والتيشرتات وأقراص " CD" الموقعة من قبل ماير في مزاد مفتوح. وقد كان المزاد ناجحا، حيث بيعت بعض التذاكر بقية تفوق قيمتها الأصلية بسبعة عشر مرة.
في أبريل 2007 كتب ماير مقالة "Another Kind of Green" للمساهمة في ظاهرة الاحتباس الحراري والتي تعد دراسة جديدة في هذا المجال. ويهدف ماير إلى زيادة الاهتمام بالبيئة. وفي 7 يوليو 2007 أقام ماير حفل غنائي لمشروع Live Earth"" المقام في East Rutherford بولاية New Jersey وذلك للتوعية بظاهرة الاحتباس الحراري. وفي بداية صيف 2007 أسست مجموعة "Reverb" البيئية أكواخا لجمع المعلومات وأثناء ذلك قام فريق المغني ماير بمساعدتهم من أجل توفير الطاقة.
شارك ماير خلال مسيرته المهنية في العديد من البرامج التلفزيونية من أجل جمع التبرعات للأعمال الخيرية. وبعد مذبحة "Virginia Tech katliamı" أقام كل من ماير وDave Matthews Band، وPhil Vassar وNas حفلا موسيقيا مجانيا على مسرح المدرسة المسمى "Lane Stadyumu" وذلك في 6 سبتمبر 2007. وقدم في 8 ديسمبر 2007 جمعية "First Annual Charity Revue" الخيرية. وقدمت مجموعة John Mayer Trio بعد ذلك عرضا لتجربة الأداء. وقد تبرع بعائدات هذا الحفل لـ"Toys for Tots"و"Inner City Arts"و"the Los Angeles Mission". وفي يوليو 2008 صدر الحفل على هيئة أقراص CD وDVD بعنوان "Where the Light Is". وقد تبرع بعائده ولكنه لم يفصح لمن.

### التصميم
في مقابلة مع مجلة رولينج ستون، قال ماير أنه بعد الانتقادات اللاذعة التي وجهها الرئيس الأسبق Columbia Records لـ Don Ienner لألبوم كونتينيوم، ترك الموسيقى لبعض الوقت واتجه للتصمم حيث تفرغ له بشكل كامل. وقد أفادت معرفة التصميم ماير بطرق مختلفة. وفي عام 2003 قام Martin Guitars بإعطاء ماير جيتارا صوتيا يحمل توقيعه وسماه "OM-28 John Mayer". أصدر الجيتار بالرمز 404 وهو الرمز المخصص لمنطقة Atlanta. أصدرت العلامة التجارية Fender في عام 2005 جيتارين كهربائيين من العلامة التجارية Stratocaster. أم النوع الثالث من العلامة التجارية Stratocaster فقد أُنتج منه 100 نسخة. وفي يناير 2006 أصدر Martin Guitars الجيتار Martin OMJM John Mayer. وهذا الجيتار كان فيه الكثير من مميزات جيتار Martin OM-28 John Mayer إلا أنه كان من المتوقع أن ُيباع بأسعار مناسبة أكثر. وفي أغسطس 2006 بدأت العلامة التجارية Fender في إنتاج الجيتار الذي يسمى "SERIES II John Mayer Stratocaster". وقد تم إجراء تغيرات في ألوان هذة المجموعة. وفي يناير 2007 تعاون ماير مع Two Rock من أجل عمل تصميم مخصص للأمبير. وقد أصدر منه 25 نسخة فقط للجمهور وكانت جميعها موقعه من قبل ماير. وفي يونيو 2007 استخدم الجيتار في تشجيع فكرة ألبوم كنتينيوم وقد طرح في الأسواق 500 "Fender Statocaster in Cypress-Mica" والموقع من قبل جون ماير. اشتمل عدد محدد من الجتارات من نوع Cypress-Mica على حقائب للأدوات تسمى INCSvsJM والتي تعاون في إنتاج تصميمها كل من ماير وIncase. وماير أيضا من الهواة المغرمين بجمع الجيتارات حيث تجاوزت مجموعته في عام 2006 ما يقرب من 200 قطعة.
وتعرض تشكيلة مختلفة من جيتارات ماير المصنعة يدويا والقمصان والحقائب والأحذيته الرياضية المفضلة. وفي أغسطس 2006 أصدر ماير العلامة التجارية JMltd والتي جعل بها قسما لملابس ماير من تصميمه الخاص.

### الكتابة
في 1 يونيو 2004 بدأ ماير الكتابة في عمود بمجلة Esquire تحت عنوان «دروس الموسيقى لجون ماير». وتعرض كل مقالة درسا في الموسيقى بالإضافة إلى آراء ماير في الموضوعات الشخصية والمجتمعية «تتميز بروح الدعابة غالبا». وتكونت كل مقالة من الدرس المختار بالإضافة إلى بعض الموضوعات الشخصية والمجتمعية المختلفة. وفي عدد أغسطس عام 2005 دعى القراء لكتابة ألحان للكلمات التي لم يقم بكتابة لحن لها بعد. وكان الفائز Tim Fagan من لوس أنجلوس حيث تم إعلان النتيجة في عدد يناير من المجلة.
كما يوجد لماير نشاط وحضور على شبكات الإنترنت وله أربع مدونات هي: صفحة MySpace والموقع الرسمي للمدونة وHoneyee.com والمدونة الرسمية StunningNikon.com. وعلى الرغم أن ماير يعطي الأولوية للمهنة في المدونات إلا أنه يوجد بها أيضا النكات وأشرطة فيديو مضحكة وأنشطة ماير الشخصية تدخل أحيانا في المحتوى. وأوضح ماير أنه هو الذي يكتب المدونات بنفسه ليست الدعاية. في 23 يناير 2008 كتب على مدونته الرسمية مخطط "Done & Dusted & Self Conscious & Back to Work. ثم أضاف "أن هناك مخاطر من المجزفات النظرية في المعركة في الظلم والمنطق الخاطئ والفخر وفي التبجح. هناك مورد واحد آمن هو العودة للطبيعة". كٌتبت هذة الكلمة ثم حُذفت جميع مداخل المدونة السابقة. قام ماير عدة مرات بتغير مداخل المدونة واستمر في الكتابة بها.
كانت هواية ماير stand-up komed في منتصف 2000.أخذ في الظهور في Comedy Cellar الشهيرة في نويورك وبعض الأماكن الأخرى بطريقة غير منتظمة. وقال أن هذا ساعده على الكتابة بشكل أفضل. وأوضح أن اهتمام وسائل الإعلام جعله أكثر حذرا ولم تكن فكرة كوميدية.

### التلفزيون
في عام 2004 استضافت قناة VH1 ماير في عرض كوميدي لمدة نصف ساعة بعنوان John Mayer Has a TV Show. وفي هذا العرض ارتدى ماير زي دب وقام بتصرفات غريبة مثل تعكير صفو الأشخاص القادمين للحفل دون أن يظهر نفسه في موقف للسيارات بالقرب من المكان الذي سيقدم فيه الحفل. في 14 يناير 2009 أوضحت شبكة CBS أنها قامت بإجراء مباحثات مع ماير لتقديم عرض قد يكون في برنامج خاص أو في سلسلة مستمرة. وأكد ماير في مقابلة مع مجلة رولينج ستون نُشرت في صفحات الإنترنت في 22 يناير 2010 أن البرنامج المسمى John Mayer Has a TV Show في مرحلة الدراسة وأعطى معلومات للموظفين المعنيين بالبرنامج. وأوضح مفهوم البرنامج قائلا «ببعض توجيهاتي البسيطة سنقدم عروض موسيقية ذات جودة عالية فمظهر الفنانين الجيد سينعكس أيضا على موسيقتهم».
ظهر ماير في العديد من البرامج التلفزيونية مثل العرض المسمى Chappelle's Show كما ظهر في الجزء الأخير من برنامج Late Night with Conan O'Brien. وبصرف النظر عن O'Brien فقد ظهر ماير للمرة الأولى مع فريق John Mayer Trio في برنامج Tonight Show.

## الجولات
على الرغم من أن ماير يعد مغنيا منفردا إلا أنه قام بالعديد من الجولات مع فرق موسيقية مثل Maroon 5 وGuster وHowie Day وMat Kearney وCounting Crows وBen Folds وThe Wallflowers و Teitur وBrett Dennen وSheryl Crow وColbie Caillat وOneRepublic وParamore. وقبل إنتاج ألبوم Cars Film Müzikleri بفترة قصيرة قام كل من ماير وCrow معا بجولة استمرت في الفترة من أغسطس إلى أكتوبر من عام 2006. في عام 2007 قام ماير بجولة في أوروبا بهدف زيادة شعبيه هناك مثل أمريكا الشمالية. في 28 فبراير 2007 بدأت الجولة الأولى من جولة ألبوم كونتينيوم في أمريكا الشمالية بعرض في Madison Square Garden. في عام 2010 اعتلى كل من ماير وKeith Urban المسرح معا في حفل "CMT Crossroads" وقاموا بأداء مقطوعات غنائية من أغانيهم الخاصة كما قاموا معا بأداء أغنية "Faith" لـ George Michael. وبعد هذا الحفل قام كل من ماير وUrban بالظهور كفريق على خشبة المسرح في بعض الحفلات مثل حفل توزيع الجوائز CMT لعام 2010.
قام ماير بتسجيل معظم حفلاته على الهواء مباشرة ويتم تسويقها بصورة غير تجارية. ويفعل ذلك من أجل إعطاء محبية الفرصة للحياة من جديد ولتعزيز التفاعل بين محبية.

### أعضاء الفرقة
| الأعضاء السابقين - David LaBruyere - باس (1999–2008) - Stephen Chopek - ساكسفون والناي (2001-2002) - Michael Chaves - جيتار ومفاتيح البيانو وصوت الخلفي (2001-2005) - Kevin Lovejoy - مفاتيح البيانو (2003-2004) - Erik Jekabson - البوق (2003-2004) - Chris Karlic - الساكسفونات والناي (2003-2005) - J.J. Johnson - الطبول (2003و2005-2006و2008) - Onree Gill - البيانو (2004-2005) - Chuck McKinnon - البوق (3004-2005) - Ricky Peterson - مفاتيح البيانو وأورجيونوالغناء (2006-2007) - Tim Bradshaw - صوت خلفي والبيانو - Kenna Ramsey - صوت خلفي (2009-2010) - Melanie Wilson - صوت خلفي (2009-2010) - Steve Jordan طبول وصوت خلفي (2003و2005-2006و2009-2010) | الأعضاء الحاليين - David Ryan Harris - جيتار وصوت خلفي (2003-2005-2006-2009- حتى الوقت الحاضر) - Robbie McIntosh - جيتار وجيتار الريشة وصوت خلفي (2006 -2008 -2009 -حتى الوقت الحاضر) - Sean Hurley - باس وصوت خلفي (2008 - حتى الوقت الحاضر) - Charlie Wilson - مفاتيح البياتو (2009-حتى الوقت الحاضر) - Keith Carlock - طبول (2010- حتى الوقت الحاضر) - Bob Reynolds - ساكسفون والناي (2006-2008-2010) - Brad Mason - البوق (2006و2008-2009-حتى الوقت الحاضر) - Julie Delgado - صوت خلفي (2009- حتى الوقت الحاضر) - Melanie Taylor - صوت خلفي (2009-حتى الوقت الحاضر) |

## حياته الخاصة
يعد ماير من أحد مستكشفين رياضة Krav Maga. في كل عام يقوم بتقديم مسابقة الطعام المسماة Interfaith Baking Contest. في هذة المسابقة يقوم معجبيه في فترة العطلات من نهاية كل عام بإرسال صورهم أثناء طهي الطعام ويقوم هو باختيار الأفضل من بينها.
لديه بعض الأوشمة. وهم على التوالي: وشم على ذراعة الأيمن والأيسر وهما الوطن والحياة (جاء من اسم أغنيته Life)، يوجد على جانب صدره الأيسر الرقم 77 (والذي يمثل عام ميلاده)، كما يوجد وشم لسمكة koi على كتفه الأيمن. بدأ برسم الوشم على ذراعة الأسر تدريجيا حتى قام برسم ذراعه كاملا في أبريل 2008. وهم: وشم على شكل مستصيل ل"SRV" (معبود Stevie Ray Vaughan)، كما يوجد في الجزء الداخلي لذراعة رسم للأفعى وبعض أشكال الزهور. في عام 2003 قام برسم وشم لثلاثة حبيبات مربعة على ساعدة. وأعلن أنه سوف يقوم بملأه تدريجيا.
وفي يوم 27 مايو عام 2009 اتفق والدا ماير على الطلاق. وبعد الطلاق أرسل ماير والده البالغ من العمر 82 عام إلى دار رعاية في لوس أنجلوس.
انتقل ماير من المنزل الذي كان يعيش فيه (مع صديقه مهندس الصوت Chad Franscoviak) في إحدى ضواحي لوس أنجلوس إلى شقة في مدينة نيويورك.

### علاقاته وعلاقتها بالإعلام
في عام 2002 واعد ماير Jennifer Love Hewitt . وفي مايو 2006 قال في إحدى البرامج الكوميدية مازحا إنه لم يعد يمارس العلاقة الحميمية معها ولكنه بعد ذلك اعتذر من Hewitt على ذلك القول الطائش. وعلى عكس الشائعات المنتشرة فإن ماير لم يواعد Heidi Klum. وفي منتصف عام 2006 أقام ماير علاقة مع Jessica Simpson والتي استمرت تسعة أشهر. حيث بدأت الشائعات في الانتشار في شهر أغسطس في مجلة People الإخبارية. ومع ذلك قضى ماير وSimpson عطلة العام الجديد معا في مدينة نيويورك وقد بلغت الشائعات ذروتها مع حضور Christina Aguilera لحفلة العام الجديد. وعندما سأل Ryan Seacrest ماير على السجادة الحمراء عن علاقتة بـ Simpson في حفل جوائز غرامي عام 2007 أجاب باللغة اليابنية «جسيكا امرأة جميلة وأنا سعيد لكوني معها». وقد رافقت Simpson ماير عدة أيام خلال رحلتة الترويجية لألبومه كونتينيوم عام 2007 كما رافقتة في رحلة ثنائية إلى روما وذلك في شهر مارس من العام نفسه. ولكن الثنائي انفصلا في شهر مايو من عام 2007. وفي سبتمبر من عام 2007 بدأ ماير مواعدة الممثلة Minka Kelly  ولكنهما انفصلا قبل نهاية العام. وفي أبريل من عام 2008 بدأ ماير مواعدة  Jennifer Aniston ولكنهما انفصلا في شهر أغسطس من العام نفسه. ثم عادا لبعضهما مرة أخرى في أكتوبر من عام 2008. وفي فبراير 2009 رافق ماير Aniston في حفل توزيع جوائز الأكادمية. ولكنهما انفصلا بعد ثلاث أسابيع وذلك في مارس 2009. مر ماير خلال علاقتة بـ Jessica Simpson ببعض السلوكيات الشخصية المتقلبة والتي تناولتها الصحافة باهتمام مما أدى إلى ارتفاع شعبيتة بشكل كبير.

## الألبومات المنفردة
المقالة الرئيسية:John Mayer discography [الإنجليزية]
- 1991: Inside Wants Out
- 2001: Room for Squares
- 2003: Heavier Things
- 2006: Continuum
- 2009: Battle Studies
- 2012: Born and Raised

## الجوائز

### جوائز غرامي
يتم توزيع جوائز غرامي كل عام من قبل الأكاديمية الوطنية لتسجيل الفنون والعلوم (National Academy of Recording Arts and Sciences). فاز ماير بسبع جوائز منها في حين أنه رشح لجوائز غرامي خمسة عشر مرة.
| العام | الاسم                                              | التصنيف                                                                  | النتيجة |
| ----- | -------------------------------------------------- | ------------------------------------------------------------------------ | ------- |
| 2003  | John Mayer                                         | أفضل فنان جديد                                                           | رُشِّح     |
| 2003  | "Your Body Is a Wonderland"                        | أفضل أداء صوتي للبوب الرجالي                                             | فوز     |
| 2005  | "Daughters"                                        | أغنية العام                                                              | فوز     |
| 2005  | "Daughters"                                        | أفضل أداء صوتي للبوب الرجالي                                             | فوز     |
| 2007  | Continuum                                          | ألبوم العام                                                              | رُشِّح     |
| 2007  | Continuum                                          | أفضل ألبوم بوب صوتي                                                      | فوز     |
| 2007  | Try!                                               | أفضل ألبوم لموسيقى الروك                                                 | رُشِّح     |
| 2007  | "Waiting on the World to Change"                   | أفضل أداء صوتي للبوب الرجالي                                             | فوز     |
| 2007  | "Route 66"                                         | أفضل أداء صوتي للبوب الرجالي                                             | رُشِّح     |
| 2008  | "Belief"                                           | أفضل أداء صوتي للبوب الرجالي                                             | رُشِّح     |
| 2009  | "Say"                                              | أفضل أداء صوتي للبوب الرجالي                                             | فوز     |
| 2009  | "Say"                                              | أفضل أغنية مكتوبة للسينيما والتليفزيون أو غيرها من وسائل الإعلام المرئية | رُشِّح     |
| 2009  | "Gravity (John Mayer şarkısı)\|Gravity"            | أفضل أداء صوتي للروك الرجالي                                             | فوز     |
| 2009  | "Lesson Learned"                                   | أفضل تعاون للبوب الصوتي                                                  | رُشِّح     |
| 2009  | Where the Light Is: John Mayer Live in Los Angeles | أفضل نموذج طويل لفيديو كليب                                              | رُشِّح     |

### جوائز أخرى
| العام | الجائزة                             | التصنيف |
| ----- | ----------------------------------- | --- |
| 2002  | جوائز موسيقى الفيديو MTV            | - أفضل فيديو فنان جديد "No Such Thing" - ترشح |
| 2002  | جوائز Orville H. Gibson Guitar      | - جائزة Les Paul Horizon (أفضل عازف جيتار واعد) |
| 2002  | جوائز VH1 Big in 2002               | - جائزة Can't Get You Out of My Head - عن أغنية "No Such Thing"                                                                                            |
| 2002  | جوائز Pollstar Concert Industry     | - أفضل جولة فنان جديد |
| 2003  | جوائز 20.Annual ASCAP               | - جائزة ASCAP Pop – عن أغنية "No Such Thing" |
| 2003  | جوائز الموسيقى الأمريكية السنوية.31 | - أفضل فنان ذكر محبوب – لموسيقى الرول (البوب أو الروك) |
| 2003  | جوائز موسيقى بوستن السنوي           | - أغنية العام - المطرب الذكر للعام - أغنية العام "Your Body Is a Wonderland"                                                                               |
| 2003  | جوائز موسيقى الفيديو MTV            | - أفضل فيديو ذكري |
| 2003  | جوائز موسيقى الراديو                | - فنان الراديو الكبير المعاصر للعام - أفضل Hook-Up عن أغنية - "Your Body Is a Wonderland"                                                                  |
| 2003  | جوائز Teen People                   | - اختيار الموسيقى – المغني الذكر - اختيار الموسيقى – ألبوم Any Given Thursday                                                                              |
| 2003  | جوائز الموسيقى الدنماركية           | - أفضل فنان جديد |
| 2004  | جوائز BDS Certified Spin مارس 2004  | - أغنية حصلت على عدد 100.000 مشاهدة - "Why Georgia" |
| 2005  | جوائز الموسيقى الأمريكية السنوية.33 | - الموسيقى المعاصرة: الفنان المفضل |
| 2005  | جوائز عالم الموسيقى                 | - أفضل مبيعات في العالم لفنان روك |
| 2005  | جوائز People's Choice               | - أفضل فنان ذكر محبوب |
| 2007  | جوائز الموسيقى الأمريكية السنوية.35 | - الموسيقى المعاصرة — ترشح |
| 2007  | جوائز TEC.23 السنوي                 | - جولة إنتاج الصوت - (عن جولة ألبوم Continuum) - إنتاج تسجيل منفرد/مسارات عن أغنية - "Waiting on the World to Change" - إنتاج تسيجل عن ألبوم - "Continuum" |

## وصلات خارجية
- الموقع الرسمي
- جون ماير على موقع IMDb (الإنجليزية)
- جون ماير على موقع الموسوعة البريطانية (الإنجليزية)
- جون ماير على موقع روتن توميتوز (الإنجليزية)
- جون ماير على موقع ميوزك برينز (الإنجليزية)
- جون ماير على موقع رولينغ ستون (الإنجليزية)
- جون ماير على موقع أول موفي (الإنجليزية)
- جون ماير على موقع إن إن دي بي (الإنجليزية)
- جون ماير على موقع أول ميوزيك (الإنجليزية)
- جون ماير على موقع ديسكوغز (الإنجليزية)
- جون ماير على موقع قاعدة بيانات الفيلم (الإنجليزية)